# Regla de Bredt
La regla de Bredt es una observación empírica en química orgánica que señala que un enlace doble no puede estar ubicado en la cabecera de puente de un sistema de anillos con puente, salvo que los anillos sean suficientemente grandes. Esta regla recibe este nombre en honor a Julius Bredt.
Por ejemplo, los dos últimos isómeros del norborneno mostrados a continuación violan la regla de Bredt, lo que los hace demasiado inestables para ser preparados:
En la figura, los átomos de cabeza de puente involucrados en la violación de la regla de Bredt están resaltados en rojo.
La regla de Bredt es una consecuencia del hecho de tener un enlace doble en una cabeza de puente sería equivalente a tener un enlace doble trans en un anillo, lo que no es posible para anillos pequeños (menores de ocho átomos) debido a tensión anular, en particular debido a tensión angular.
La regla de Bredt puede ser muy útil para predecir cuál isómero se obtiene a partir de una reacción de eliminación en un sistema de anillos con puente. También puede ser aplicado a mecanismos de reacción que proceden vía carbocationes y, en menor grado, vía radicales libres, debido a que estos intermediarios, como átomos de carbono involucrados en un enlace doble, prefieren tener una geometría plana con ángulos de 120 grados e hibridación sp2.
Una molécula anti-bredt es aquella que existe y es estable (dentro de ciertos parámetros) a pesar de esta regla. Un ejemplo reciente (2006) de tal tipo de moléculas es el tetrafluoroborato de 2-quinuclidonio.
Aunque se conocen desde hace tiempo excepciones a la regla, en 2024 químicos de la Universidad de California en Los Ángeles descubrieron un método de síntesis más general.

## Historia
La primera publicación de lo que posteriormente vendría a conocerse como la regla de Bredt fue en un artículo por Julius Bredt en 1924, acerca de la química de terpeno bicíclicos presentes en la naturaleza. Para una revisión extensiva de este tópico, ver el artículo de Shea.